# Moosbrugger (Familie)
Moosbrugger oder Mosbrugger ist der Name von Mitgliedern einer aus Au im hinteren Bregenzerwald stammenden Baumeister-, Künstler- und Unternehmerfamilie. Die bislang noch nicht über Vorfahren verknüpften Familienzweige beginnen alle in der obersten Ebene mit der Nummer 1.

## Baumeister- und Maler-Familie
1. Christian Moosbrugger († 1632) ⚭ 1612 Anna Beer
  1. Johannes Moosbrugger (1615–?) ⚭ 13. Mai 1640 Anna Sailer
    1. Michael Moosbrugger (1642–nach 1697), Zimmermeister
    2. Caspar (Andreas) Moosbrugger (1656–1723) = Bruder Kaspar (Benediktiner), Baumeister
    3. Johann Moosbrugger (* 27. Dezember 1659–1710), Baumeister ⚭ Barbara Natter (* um 1660, † 13. Juni 1710, Kalchrain)
      1. Johann Moosbrugger (* 3. August 1697, † ?), Baumeister
      2. Michael Moosbrugger (1699–?), Baumeister
      3. Josef Moosbrugger (* 3. August 1703 Schoppernau–?), Baumeister
        1. Joseph Moosbrugger (* um 1746, † vor 1817), Baumeister ⚭ Maria Goettler
          1. Alois Moosbrugger (* um 1780) ⚭ Maria Gallmann, Altenschwand
            1. Joseph Moosbrugger (* 1805) ⚭ Elisabeth Draeger
              1. Matthias Moosbrugger (* 1836) ⚭ Anna Barbara Rickenbacher
              2. Joseph Moosbrugger (* 1837, † 1859)
              3. Karolina Moosbrugger (* 1838)
              4. Bernhard Moosbrugger (* 1838)

            2. Anton Moosbrugger (* 1809, † 1810)
            3. Alois Moosbrugger (* 1810) ⚭ Katharina Mutter
              1. Alexander Moosbrugger (* 1843, † 1844)

            4. Anton Moosbrugger (* 31. Januar 1812, Altenschwand) ⚭ Maria Thoma
              1. Carl Friedrich Moosbrugger (* 1836)
              2. Sigmund Moosbrugger (* 1839)
              3. Caroline Moosbrugger (* 1841, † 1841)
              4. Andreas Moosbrugger (* 1842)
              5. Ludovicus Moosbrugger (* 1844, † 1845)
              6. Theresia Moosbrugger (* 1846, † 1853)
              7. Conrad Moosbrugger (* 1852)
              8. Anton Moosbrugger (* 1855)
              9. Apollonia Moosbrugger (* 1856)
              10. Carolina Moosbrugger (* 1857)
              11. Alexander Moosbrugger (* 1859)

            5. Theresia Moosbrugger (* 1815)
            6. Katharina Moosbrugger (* 1816)

          2. Gallus Anton Moosbrugger (* 19. Oktober 1782 in Bezau, † 4. November 1844 in Warmbach), Baumeister, ⚭ Rosalia Schmidt
            1. Peter Aloys Moosbrugger (* 22. Juni 1818, † 6. September 1818)
            2. Wilhelm Moosbrugger (* 3. Oktober 1819, † 25. August 1841)
            3. Eduard Moosbrugger (* 27. Juni 1821, † 17. September 1901), Ratsschreiber ⚭ Anna Maria Müller
              1. Thomas Moosbrugger (* 1851) ⚭ Katharina Bannwarth
              2. Wilhelm Moosbrugger (* & † 12. September 1852)
              3. Emilia Moosbrugger (* 20. August 1853) ⚭ Jacob Böhler
              4. Maria Theresia Moosbrugger (* 5. Februar 1855) ⚭ Wilhelm Wolpert
              5. Rosina Moosbrugger (* 15. September 1856, † 2. August 1935)
              6. Wilhelm Moosbrugger (* 11. Oktober 1859) ⚭ Maria Theresia Schmid, Bergalingen
              7. Anna Moosbrugger (* 20. September 1861) ⚭ Johann Baumer
              8. Karl Michael Moosbrugger (* 29. September 1863) ⚭ Anna Maurer
              9. Anna Maria Moosbrugger (* 6. April 1865, † 7. August 1871)
              10. Eduard Moosbrugger, Ratsschreiber (* 9. März 1867, † 5. Januar 1958) ⚭  Emma Müller ⚭ Frieda Künzle
                1. Karl Mossbrugger (* 9. September 1901 in Warmbach † 1995) ⚭ Klara Eisele
                2. Anna Mossbrugger (* 10. Juni 1905) ⚭ Erich Engberg
                3. Emma Mossbrugger (* 22. August 1906 † 1981) ⚭ Adolf Schäfer
                4. Elisabetha Mossbrugger (* 13. Oktober 1908 † 2002) ⚭ Joseph Rufle
                5. Eduard Mossbrugger (* 17. Januar 1911 in Warmbach † 1984) ⚭ Anna Schneider
                6. Wilhelm Mossbrugger (* 9. Januar 1913)
                7. Martha Frieda Luise Mossbrugger

              11. Franz Joseph Moosbrugger (* 27. Juli 1868, † 18. Februar 1869)
              12. Franz Joseph Moosbrugger (* 1. August 1869, † 4. August 1869)
              13. Luise Moosbrugger (* 14. Juli 1871, † 17. Juli 1871)
              14. Maria Melanie Moosbrugger (* 14. Dezember 1874) ⚭ Wilhelm Wolpert
              15. Anonymus Moosbrugger (* & † 24. November 1875)

            4. Bernhardina Rosina Moosbrugger (* 19. Februar 1824, † 8. Februar 1850)

  2. Peter Moosbrugger (1618–1686)
    1. Andreas Moosbrugger (1663–1729), Baumeister

  3. Rudolf Moosbrugger (1620–1642) ⚭ Margarthe Meusburger
    1. Johann Moosbrugger (1653–1718)
      1. Rudolf Moosbrugger (1691–1747)
        1. Leopold Moosbrugger (1718–1767), Müller in Rehmen, ⚭ Anna Katharina Kohler (1719–1776)
          1. Wendelin Moosbrugger (1760–1849), Königlicher Porträtmaler 1⚭ 1795 Anna Schärtker von Arbon aus Thurgau (?–1796) 2⚭ 1802 Anna Maria Huetlin aus Konstanz (1774–1829)
            1. Leopold Moosbrugger (1796–1864), Jurist und Mathematiker (Sohn aus 1. Ehe des Wendelin Moosbrugger)
            2. August Moosbrugger (1802–1858), Architekt, Lizeum-Professor, Bauinspektor in Wertheim (Sohn aus 2. Ehe des Wendelin Moosbrugger)
              1. Friedrich Moosbrugger (k. A.), Sohn von August Moosbrugger, Kammersänger (Konzerte in Paris und in Russland)

            3. Friedrich Moosbrugger (1804–1830), Portraitmaler (2. Sohn aus 2. Ehe des Wendelin Moosbrugger)
            4. Joseph Moosbrugger (1810–1869), Landschaftsmaler (3. Sohn aus 2. Ehe des Wendelin Moosbrugger)

    2. Leopold Moosbrugger (Baumeister) (1662–1730), Baumeister
      1. Rudolf Moosbrugger (1690–1768), Baumeister
        1. Fidel Moosbrugger (1736–1793), Marmorierer

      2. Andreas Moosbrugger (Maler) (1692–1747), Maler (2. Sohn von Leopold Moosbrugger (1662–1730))
        1. Heinrich Josef Moosbrugger (1725–1772), Fassmaler und Vergolder (1. Sohn von Andreas Moosbrugger (1692–1747))
        2. Albogast Jakob Moosbrugger (1728–1782), Fürstbischöflicher Hofmaler in Porrentruy (2. Sohn von Andreas Moosbrugger (1692–1747))

      3. Franz Moosbrugger (k. A.), (3. Sohn von Leopold Moosbrugger)
        1. Johann Jakob Moosbrugger (1724–1784), Stuckateur und Altarbauer (Enkel von Leopold Moosbrugger (1662–1730), Vater Franz 3. Sohn)
          1. François Joseph Alexis Moosbruger, Sohn von Johann Jakob Moosbrugger und Vater von Josef Alois Moosbrugger
            1. Josef Eloi Moosbrugger (1829–1869) = Mariani, Maler und Kupferstecher (Enkel von Johann Jakob Moosbrugger (1724–1784))

## Stuckateur-Familie
1. Peter Moosbrugger (?–?), ⚭ 15. Mai 1646 Magdalena Brenner
  1. Jakob Moosbrugger (1652–?), ⚭ 12. Januar 1676 Barbara Moosbrugger
    1. Franz Josef Moosbrugger (1688–1747?), Vater der Moosbrugger-Stuckateur-Dynastie
      1. Andreas Moosbrugger (1722–1787), Stuckateur (1. Sohn von Franz Josef Moosbrugger)
        1. Johann Josef Moosbrugger (1771–1849), Stuckateur und Marmorierer
          1. Josef Moosbrugger (1811–1879), Stuckateur und Marmorierer

        2. Josef Leo Moosbrugger (1774–1811), Stuckateur und Marmorierer

      2. Jakob Moosbrugger (1724–1798), Stuckateur (2. Sohn von Franz Josef Moosbrugger)
      3. Michael Moosbrugger (k.A), Stuckateur (3. Sohn von Franz Josef Moosbrugger)
      4. Franz Josef Moosbrugger (1730–1800), (4. Sohn von Franz Josef Moosbrugger)
      5. Peter Anton Moosbrugger (1732–1806), Stuckateur (5. Sohn von Franz Josef Moosbrugger)
        1. Josef Anton Moosbruger (1764–?), Stuckateur und Marmorierer
          1. Willibald Moosbrugger (1813–?), Stuckateur
          2. Johann Kaspar Moosbruger (1815–1867), Stuckateur und Marmorierer
            1. Karl Johann Willibald Moosbrugger (1845–?)

          3. Anton Moosbrugger (?–?), Stuckateur (3. Sohn von Josef Anton Moosbruger)
          4. Peter Moosbrugger (?–?), Stuckateur (4. Sohn von Josef Anton Moosbruger)
          5. Hieronymus Moosbrugger (1807–1858), österreichischer Stuckbildhauer und Kunstmarmorierer

        2. Johann Michael Moosbrugger (1767–1831), Stuckateur
        3. Johann Jakob Moosbrugger (1769–?)
        4. Josef Simon Moosbrugger (1774–1831), Stuckateur und Marmorierer

    2. Peter Moosbrugger (1692–1749), Stuckateur

## Käsehändler-Familie (Käsgrafen)
1. Leopold Moosbrugger (1804–1861), Käsehändler in Thüringen (Vorarlberg), einer der drei „Käsgrafen“
2. Josef Ambros Moosbrugger (1806–1869), Käsehändler in Mailand, einer der drei „Käsgrafen“
3. Gallus Moosbrugger (1810–1886), Käsehändler in Schnepfau, einer der drei „Käsgrafen“
  1. Josef (Giuseppe) Moosbrugger (1845–1908), Sohn des Gallus Moosbrugger, Käsehändler in Mailand
    1. Riccardo Moosbrugger (1874–1915), Sohn des Josef (Giuseppe) Moosbrugger, Käsehändler in Mailand, Letzter der Mailänder Linie